# Zenillia florilega
Zenillia florilega är en tvåvingeart som beskrevs av Jean-Baptiste Robineau-Desvoidy 1863. Zenillia florilega ingår i släktet Zenillia och familjen parasitflugor.
Artens utbredningsområde är Frankrike. Inga underarter finns listade i Catalogue of Life.